# Famille d'Avaugour
La famille d'Avaugour ou maison d'Avaugour est une branche issue des comtes de Penthièvre et est l'une des plus anciennes baronnies de Bretagne du XIIIe au XVIIIe siècle, siégeant un temps aux États de Bretagne. Le château d'Avaugour se dressait sur un éperon dominant le cours du Trieux à l'extrémité occidentale de Plésidy, dans l'actuelle commune de Saint-Péver (Côtes-d'Armor).

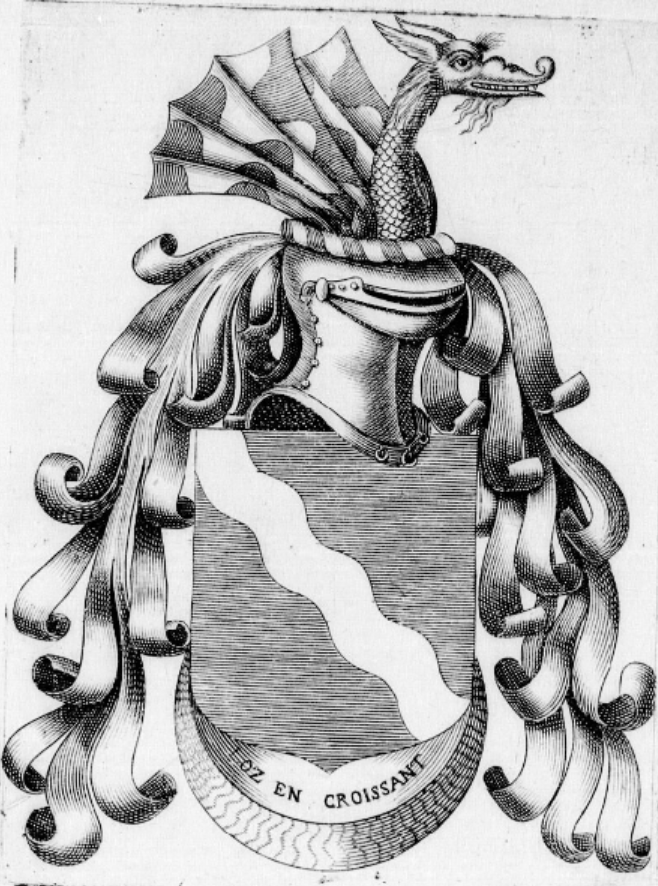
Armoiries de Guy d'Avaugour (Statuts de l'Ordre du Croissant)

## Historique

### La première famille d'Avaugour
- Henri Ier d'Avaugour (mort début 1183), comte de Trégor et de Goëlo de 1137 à 1183, fils d'Étienne de Bretagne, comte de Penthièvre.
  - Son fils, Alain Ier d'Avaugour ou de Penthièvre (né vers 1151-1154, mort le 29 décembre 1212), seigneur de Goëlo et comte de Penthièvre. Marié avec Pétronille de Beaumont au Maine, puis Adélaïde ou Alix de L'Aigle. Fondateur de l'abbaye de Beauport.
    - Son fils, Henri II d'Avaugour (16 janvier 1205-6 octobre 1281), fils d’Alain Ier d’Avaugour, fut un grand seigneur breton, comte de Goëlo, comte de Penthièvre, seigneur d’Avaugour et de Dinan. Il fut brièvement désigné comme futur duc de Bretagne (1209-1213). Dépouillé du comté de Penthièvre par Pierre Mauclerc en 1222, ne conservant que le Goëlo et les forteresses de Lanvollon, Chatelaudren et Avaugour, il prit le nom d'Avaugour[1]. Il mourut en 1281[2]. Fiancé très jeune à Alix de Bretagne, il épousa ensuite Marguerite de Mayenne (1205-1238).
      - Son fils, Alain II d’Avaugour (1230-après 1267), seigneur de Dinan en raison de son mariage en 1246 avec Clémence de Beaufort, fille d'Alain de Beaufort et d'Havoise de Dinan. Remarié avec Marie de Beaumont-sur-Oise, dame de Brétigny. Du premier mariage sont issus quatre fils qui ont fait souche : Alain ; Henri III qui suit ; Juhel, seigneur de Kergrois (en Remungol) et du Parc, marié deux fois et qui donne la branche de Courtalain, dont les descendants font souche en Champagne ; Henri, seigneur de Goëllo.
        - Son fils, Henri III d'Avaugour (1260-1301), marié avec Marie de Brienne.
          - Son fils, Henri IV d'Avaugour (1280-1er février 1334), marié en 1305 avec Jeanne d'Harcourt
            - Sa fille, Jeanne d'Avaugour, (vers 1300-28 juillet 1327), mariée avec Guy de Penthièvre (frère puîné du duc Jean III de Bretagne ; fils d'Arthur II épouse Marie vicomtesse de Limoges), ce qui permet la reconstitution de l'apanage de Penthièvre dont ses ancêtres avaient été spoliés.
              - Sa fille Jeanne de Penthièvre (1324-1384) épousa Charles de Blois le 4 juin 1337.

            - Une autre de ses filles, Marguerite d'Avaugour (1302-20 juin 1375) épousa d'abord Hervé VII de Léon, puis Geoffroy de Vaulx.

La première maison d'Avaugour déclinante, faute d'héritier mâle, disparaît donc dans la première moitié du XIVe siècle, fondue dans la famille des comtes de Penthièvre, dont elle était issue à l'origine. La baronnie d'Avaugour est confisquée aux Penthièvre à la suite du complot dont ils se sont rendus coupables à l'encontre du duc Jean V de Bretagne, arrêté en 1420 à Champtoceaux sur ordre de Marguerite de Clisson, comtesse douairière de Penthièvre, qui aspirait au titre de duchesse de Bretagne, et libéré seulement après le siège de Champtoceaux (1420). Les Penthièvre sont convoqués devant le Parlement et les États de Bretagne à Vannes en septembre 1420. Ils font défaut et la sentence définitive du 16 février 1425 les condamne à la confiscation de tous leurs biens qui sont réunis au domaine ducal[réf. nécessaire].

### Autres rameaux

#### Rameau de Courtalain
- Henri III d'Avaugour (1260-1301), marié avec Marie de Brienne.
  - Henri IV d'Avaugour (1280-1er février 1334), marié en 1305 avec Jeanne d'Harcourt.
  - Guillaume d'Avaugour (1285-1343), marié, dont :
    - Jean d'Avaugour (vers 1305-vers 1360), gouverneur de Mayenne, marié à Jeanne des Vaux dont :
      - Juhel d'Avaugour (1330), marié à Éléonore des Vaux (1365), dont :
        - Louis d'Avaugour (1390-1445), seigneur d'Orbs sous la vicomté de Falaise, dont il rend aveu le 17 avril 1410, seigneur du Parc. Il fit partie de l'armée qui secouru le roi Charles VII et fut gouverneur de La Roche-Bernard cette même année 1421, Il portait « d'Avaugour, brisé d'une bordure, et soutenue par deux aigles ». Marié à Catherine de Rouvray en 1422, fille unique et héritière de Martin du Rouvray, seigneur de Lauresse, et de Marguerite de Taillecoul héritière de Courtalain et du Bois-Ruffin avec son château, dont il eut :
          - Guillaume d'Avaugour (1430-1493), écuyer, seigneur de Lauresse et de Launay, Courtalain, Bois-Ruffin marié en 1452 étant toujours sous la tutelle de son père à Pierrette Le Baïf (morte le 3 octobre 1503), fille d'Antoine Le Baïf et Isabeau, dame de Mange[4], dont :
            - Pierre d'Avaugour (1465), chevalier, seigneur de Courtalain, Bois-Ruffin, Saint-Éliphe, du Grand-Buchet et du Rameau, marié à Saint-Julien en Touraine, en 1498, à Catherine (Mathurine) de Saint-Pern (1470) (fille de Pean) dont :
              - Jacques d'Avaugour, épouse Catherine de la Baulme-Montrevel, fille de Marc et d'Anne, comtesse de Châteauvillain dont :
                - Jean d'Avaugour (mort le 14 septembre 1572, comte de Châteauvillain, seigneur de Courtalain, baron de Grancey, etc., épouse en 1570 Antoinette de La Tour (fille de Gilles de La Tour baron de Limeuil, et de Marguerite de la Cropte, dame de Lanquais). Sa veuve, se remaria en 1574 à Charles-Robert de la Mark, comte de Maulévrier (fils de Robert et Françoise de Brezé, et veuf de Jacqueline d'Averton)
                - Pierre d'Avaugour (alias François), seigneur de Lauresse, mort sans alliance ni postérité avant son frère
                - Bernard d'Avaugour, (mort jeune)
                - Léonard d'Avaugour, (mort jeune)
                - Jacqueline d'Avaugour, héritière de ses frères, comtesse de Châteauvillain, dame de Courtalain, et Lauresse. Mariée le 24 janvier 1550 avec Pierre de Montmorency, marquis de Thury, baron de Fosseuse
                - Madeleine d'Avaugour, épouse en 1550 Claude d'Orgimont, seigneur de Merry-sur-Oise, échanson du roi, (fils de Merry d'Orgimont et de Marie d'O). Madeleine eut en partage Grancey, et les domaines de ses parents situés en Bourgogne, et comme ses sœurs un quart de la forêt de Bois-Ruffin.
                - Françoise d'Avaugour, dame de Bois-Ruffin et du Plessix d'Arrou, épouse de François Marafin, seigneur des Notz, son parent.
                - Madeleine d'Avaugour (autre), dame de Launay, Saumeray, Beaumont, Arnouville et Marolles, épouse en premières noces : Charles de La Chambre, baron d'Aix, puis en secondes noces Nicolas de Valois, seigneur de Manneville.
                - Anne d'Avaugour, religieuse.

              - François d'Avaugour, abbé en 1540 de l'abbaye de Cadouin
              - Perrette d'Avaugour, épouse Charles d'Illiers (mort avant 1566), seigneur de Chantemesle, du Mesnil-Foucher, Villexanton, Vaupillon (1505), commissaire aux montres des gens de guerre du roi (1522), Gouverneur du Dunois
              - Françoise d'Avaugour, dame de Boursay en Vendômois, épouse par contrat le 5 septembre 1516 et religieusement le 19 septembre 1533 Foulques IV de Courtarvel, fils d'Ambroise de Courtarvel et d'Anne de Pézé. Veuve, elle épouse en secondes noces René du Veille, seigneur de Courtimont avec lequel elle aura une fille
              - Catherine d'Avaugour, épouse en 1530 Louis II Marafin, seigneur des Notz, et de Rochecot ou Rochecotte, (fils de Louis Ier de Marafin (+ ap. 1487, avt 1513), seigneur de Rochecot(te), seigneur de Notz, conseiller et chambellan du roi, reconstructeur du château de Notz en 1467 ; seigneur du Roulet vers 1450, relevant de la baronnie de Preuilly), et Peronnelle de Liniers (morte en 1487), (fille de Michel, seigneur de Liniers, La Meilleraye et Airvault, issu d’une famille chevaleresque du Poitou; et de Marie Rousseau, elle-même fille de Jean, seigneur de la Motte-Rousseau, et Yseult de La Jaille).

### La seconde maison d'Avaugour ou de Bretagne

Blason de François Ier (de Bretagne) d'Avaugour (1462-1510).

En 1480, une décision du duc de Bretagne François II est à l'origine de la deuxième maison d'Avaugour, le duc créant en faveur de son fils naturel François, bâtard de Bretagne, la première baronnie de Bretagne qui portera le nom d'Avaugour et qui comprend les châtellenies de Paimpol, Lanvollon et Châtelaudren ; une seconde donation en 1481 y ajoute les seigneuries et châtellenies de La Roche-Derrien, Châteaulin-sur-Trieux et Pontrieux. Les barons d'Avaugour sont également comtes de Vertus en Champagne par l'héritage de leur ancêtre Marguerite d'Orléans, femme de Richard d'Étampes en 1423.
- 1480-1510 : François Ier de Bretagne d'Avaugour (1462-1510), comte de Vertus, de Goëllo et baron d'Avaugour, seigneur de Clisson, fils illégitime du duc François II ;
marié en 1492 à Madeleine de Brosse (morte en 1512), fille de Jean III, comte de Penthièvre et descendante de Jeanne de Bretagne-Penthièvre d'Avaugour ci-dessus, épouse de Charles de Châtillon-Blois < Jean Ier comte de Penthièvre x Marguerite de Clisson ci-dessus  < Charles d'Avaugour x Isabeau de Vivonne < Nicole comtesse de Penthièvre x Jean II de Brosse-Boussac < Jean III de Brosse comte de Penthièvre x Louise de Laval fille de Guy XIV comte de Laval < Madeleine x François Ier de Bretagne baron d'Avaugour), dont :
un fils, et une fille Anne, morts jeunes, et ;
François II d'Avaugour (1493-1517).
- 1510-1517 : François II d'Avaugour (1493-1517), comte de Vertus, de Goëllo et Baron d'Avaugour, seigneur de Clisson, fils du précédent ;
marié à Madeleine d'Astarac, fille du comte Jean IV, dont :
François III d'Avaugour (mort le 14 juillet 1549) ;
Odet d'Avaugour (mort en 1598) ;
François, abbé de Cadossin ;
Louise, mariée le 10 mai 1542 à Gui Ier, baron de Castelnau (mort en 1544) ;
Madeleine mariée à Paul, baron de Lescun, seigneur d'Andoüins, tué en 1562.
- 1517-1549 : François III d'Avaugour (mort le 14 juillet 1549), comte de Vertus, de Goëllo et Baron d'Avaugour, seigneur de Clisson, fils du précédent ;
marié en 1537 à Charlotte (morte en 1604) (fille de Guillaume de Pisseleu, seigneur de Heilly), sans postérité.
- 1549-1598 : Odet d'Avaugour (mort en 1598), évêque de Saintes (1544-1548), puis, comte de Vertus, de Goëllo, vicomte de Saint-Nazaire, baron d'Avaugour, d'Ingrandes, et seigneur de Clisson, de Chantocé et de Montfaucon, abbé commendataire de l'abbaye Notre-Dame de Vertus, puis, comte de Vertus, conseiller privé du roi (1584) et capitaine d'une compagnie de 50 hommes d'armes[6] frère du précédent ;
marié à Renée, fille de Charles III de Coesmes, vicomte de Saint-Nazaire, baron de Lucé (mort en 1543), dont :
Charles d'Avaugour (mort en 1608) ;
François comte de Goëllo, tué en 1587 à Coutras ;
Renée mariée en juin 1577 à François Le Roy (mort en 1606), seigneur de Chavigny, comte de Clinchamp, chevalier du Saint-Esprit (reçu le 31 décembre 1578) ;
Françoise ou Marguerite, mariée à Gabriel Ier, seigneur au château de Goulaine à Haute-Goulaine (mort en janvier 1608).
- 1598-1608 : Charles d'Avaugour (mort en 1608), comte de Vertus, de Goëllo, vicomte de Saint-Nazaire, baron d'Avaugour, d'Ingrandes, et seigneur de Clisson, de Chantocé et de Montfaucon, fils du précédent ;
marié à Philippe vicomtesse de Guiguen, dame de Thouaré et de La Touche-Limouzinière (fille de Claude de Saint-Amadour vicomte de Guiguen), dont :
Claude Ier d'Avaugour (1581-1637) ;
Antoinette (morte en 1681), vicomtesse de Guiguen ;
mariée Pierre duc de Montbazon et baron de Mortiercrolles, (mort en 1622), puis :
mariée en 1624 à René du Bellay de Thouarcé, fils de Martin III prince d'Yvetot, (mort le 26 novembre 1627), puis :
mariée à Pierre d'Escoubleau, marquis de Sourdis.
- 1608-1637 : Claude Ier d'Avaugour (1581, château de Thouaré-6 août 1637, Paris), comte de Vertus, de Goëllo, vicomte de Saint-Nazaire, Baron d'Avaugour, d'Ingrandes, et seigneur de Clisson, de Chantocé et de Montfaucon, fils du précédent ;
marié en 1609 à Catherine Fouquet de la Varenne (1590-10 mai 1670) (fille de Guillaume Fouquet de la Varenne), dont :
Louis d'Avaugour ;
Marie d'Avaugour (1610-28 avril 1657) ;
mariée le 5 mars 1628 à  Hercule (27 août 1568-16 octobre 1654), prince de Guéméné, duc de Montbazon et comte de Rochefort-en-Yvelines, pair de France : < François de Rohan, prince de Soubise ;
une fille ;
Catherine-Françoise, demoiselle de Vertus (1617-21 novembre 1692), religieuse ;
Françoise-Philippe, abbesse de Nidoiseau ;
Constance, demoiselle de Clisson (1617-19 décembre 1695), religieuse ;
Marguerite-Angélique, demoiselle de Chantocé (1622-août 1694) ;
Madeleine, religieuse ;
Anne, demoiselle de Goëllo (morte le 10 février 1707) ;
Marie-Claire (1628-31 mars 1711), abbesse de Malnoüe (1681-1711) ;
Claude II d'Avaugour ;
un fils ;
un fils naturel légitimé, Charles (1600-1657).
- 1637-1669 : Louis d'Avaugour (mort le 2 octobre 1669), comte de Vertus, de Goëllo, vicomte de Saint-Nazaire, baron d'Avaugour, d'Ingrandes, et seigneur de Clisson, de Chantocé et de Montfaucon, fils du précédent ;
marié en 1642 à Françoise (morte en juillet 1644), fille de Timoléon de Daillon comte du Lude, sans postérité, puis ;
marié en 1647 à Françoise ou Louise (morte en février 1682), fille d'Henri de Balzac d'Entragues, comte de Clermont-d'Entragues, sans postérité.
- 1669-1699 : Claude II d'Avaugour (1629-7 mars 1699), comte de Vertus, de Goëllo, vicomte de Saint-Nazaire, Baron d'Avaugour, d'Ingrandes et seigneur de Clisson, de Chantocé et de Montfaucon, frère du précédent ;
marié le 13 avril 1673 à Anne ou Judith (morte le 22 décembre 1690), fille de Thomas Le Lièvre marquis de La Grange, dont :
une fille (6 juin 1674-1674) ;
Anne-Agathe, demoiselle d'Avaugour (5 avril 1676-12 janvier 1720) ;
Marie-Claire ;
mariée le 9 août 1694 à Gonçalo de Carvalho Patalim De Sousa, surintendant des Bâtiments du roi de Portugal, seigneur d'Azambujeira, puis :
mariée le 17 novembre 1704 à Charles-Roger (1671-1730), prince de Courtenay seigneur de Chevillon ;
Angélique, demoiselle de Goëllo (5 juillet 1679-29 décembre 1719) ;
Catherine-Simone, demoiselle de Châteaulain (morte le 13 janvier 1720) ;
Armand-François d'Avaugour ;
Henri-François d'Avaugour (né le 17 juin 1685), comte de Goëllo.
- 1699-1734 ; Armand-François d'Avaugour (14 octobre 1682-12 janvier 1734), comte de Vertus, de Goëllo, baron d'Avaugour et seigneur de Clisson, fils du précédent, marié à Anne Louise de Pitel de Fleury, fille naturelle du Grand Dauphin avec postérité[7].
- 1734-1746 ; Henri-François d'Avaugour (17 juin 1685-2 septembre 1746), comte de Vertus, de Goëllo, Baron d'Avaugour et seigneur de Clisson, frère du précédent,
marié en 1735 à Madeleine (1712-1738), fille d'Étienne IV d'Aligre (1660-1725), sans postérité, puis :
marié le 15 août 1745 à Marie-Madeleine Charette[8] de Montebert (1706-8 janvier 1778, Paris), fille de Gilles Charette, seigneur de Montebert, conseiller au Parlement de Bretagne, veuve de Louis de Serent, marquis de Kerfily, et mère du marquis Armand-Louis de Serent. Sa veuve convola en troisièmes noces avec Anne, baron de Montmorency et marquis de Fosseux[9].

## Maison de Soubise
Le comté passe ensuite par héritage aux Rohan, princes de Soubise.

## Membres
- Guillaume d'Avaugour, chambellan du roi Charles VII de France.
- Henry d'Avaugour, archevêque de Bourges.

## Pour approfondir